# Anton Komat
Anton Komat, slovenski svobodni raziskovalec, pisec, scenarist, publicist, naravovarstvenik, * 26. april 1951, Ljubljana.

## Življenje
Zgodnje otroštvo je preživel na bregovih Glinščice pod Rožnikom. Ko je bil star 6 let so se preselili na rob Ljubljanskega Barja, kjer je še poglobil svoj stik z divjino. To ga je zaznamovalo za vse življenje. Kot deček si je vedno želel postati raziskovalec, čeprav ni točno vedel katere vrste, saj ga je zanimalo prav vse. Po maturi se je vpisal na študij medicine, čeprav ga je radovednost gnala tudi na področje biologije, geologije in fizike. Medicina ni izpolnila njegovih pričakovanj, zato jo je opustil v 2. letniku in se zaposlil v podjetju Kompas. Po vojaščini je 1980 leta vpisal geologijo ob delu in čez dve leti odšel v tujino. Tri leta je preživel v Iraku, v SCT Bagdad, zaposlen najprej kot prevajalec (od 1982 do 1984), potem pa kot vodja sektorja v tujini. Kasneje je bil zaposlen pri GPG Inženiringu v funkciji vodje projekta Akademije znanosti v Rusiji. Tako je v dobrem desetletju prepotoval Bližnji in Srednji vzhod, Egipt in Rusijo, kjer je prišel v stik s starodavnimi civilizacijami Mezopotamije in Nila ter hkrati študiral zgodovino, filozofijo in religije Vzhoda. Večletni stik z Orientom mu je prinesel drugo veliko izkušnjo in odločitev. Kljub donosni službi vodje projektov se je odločil za pot svobodnjaka. Tako je leta 1992 postal samozaposlen v svobodnem poklicu. Od takrat deluje kot pisec, publicist, predavatelj in aktivist.
Anton Komat ima sina Luka (roj. 1985) in hčerko Špelo (roj. 1987). S partnerico Mojco živi v Domžalah (2010).

## Delo

### Knjige

#### Avtor
- Pesticidi, ubijalci življenja (1995), (Tangram), (COBISS)
- Nespametni bodo žejni (1997), (Co Libri), (COBISS)
- Dragonja, sourednik in soavtor knjige (1999), (Capris, društvo za oživljanje starega Kopra), (COBISS)
- Zaton Prometejeve dobe (2000), (Študentska založba) (COBISS)
- Onkraj bregov Velike reke (2004), (samozaložba) (COBISS)
- avtor pravljice Narava moja prijateljica v zbirki Kresnica na dlani (2005), (Jasa), (COBISS)
- Dinozavri (2007), (Mladinska knjiga), (COBISS)
- Simbiotski človek (2008), (samozaložba), (COBISS)
- Vila Jezerka (2009), (DZS),(COBISS)
- soavtor knjige ekoloških esejev za otroke Zemlja ima srce (2009), (Jasa),(COBISS)
- Umetnost preživetja (2009), (samozaložba),(COBISS)
- V zrcalu narave : Fridine zgodbe (2010), (samozaložba), (COBISS)
- Varuhi Vrbovega Loga (2011), (samozaložba), (COBISS)
- soavtor knjige Tretja od suhih krav - Razprave o razlogih za razsulo (urednik Boštjan M. Zupančič),(samozaložba, 2012), (COBISS)
- soavtor besedil Veliki atlas Slovenije (2012), (Mladinska knjiga) (Cobiss)
- soavtor besedil Problematika revščine v Sloveniji (2013), (Nacionalni forum humanitarnih organizacij Slovenije), (Cobiss)
- Potniki na ladji norcev (2014), (samozaložba),
- soavtor knjige Četrta od suhih krav - Epifanija (urednik Boštjan M. Zupančič), (samozaložba, 2015)
- Če boste molčali, bodo kamni govorili (2015), (Buča d.o.o., Ljubljana)
- Zemlja, voda, seme (2017), (Buča d.o.o.., Ljubljana)
- Brodolomci na splavu Meduze (2018), (Buča d.o.o., Ljubljana)
- soavtor knjige Koronska kriza pod drobnogledom empirične znanosti - zbornik (Društvo Vetrnica, 2021)
- soavtor knjige Prebujeni iz koronske prevare - zbornik (Društvo Vetrnica, 2022)
- Varuhi gozda (2023), (Buča d.o.o., Ljubljana)
- Zgodbe pozabljenega sveta (2024), (Buča d.o.o.,Ljubljana)

#### Spremne besede h knjigam
- Stoletje biotehnologije, Jeremyja Rifkina pisec spremne besede k prevodu (2001, (Krtina), (COBISS)
- Da bo življenje živelo, Fani Okič (2005), (Littera picta),(COBISS)
- Lju.beznica ali Svetloba po dekretu, Maja Gal Štromar (2006), (samozaložba), (COBISS)
- Medicina v primežu podkupnin Hans Weiss (2009), (Učila),(COBISS)
- Bog, navodila za uporabo Nara Petrovič (2009), (Žarek),(COBISS)
- Sovražnik ljudstva, Henrik Ibsen, Slovensko narodno gledališče Nova gorica (2010)
- Tembatsu : druga od suhih krav , Boštjan M. Zupančič (2011), samozaložba,(COBISS)
- Čarobna voda, Jerneja Pavček (2012), samozaložba,(COBISS)
- Velikan Goltan, Sten in Rok Vilar (Studio Anima, Medvode, 2020)
- Kako se ljubi reka, Špela Kaplja (Društvo Terra Anima, 2021)

### Produkcija TV filmov
- Scenarist in strokovni sodelavec TV serije v sedmih delih Kako zelena je moja dolina (Gorenjska TV, 1998/2000)
- Strokovni sodelavec filmov TV SLO iz serije Dosje: Slovenske vode v kozarcu (1997) in Voda (2000)
- Scenarist in sovoditelj serije štirih TV filmov z naslovom Zadnji problem človeške vrste (TV Pika, 2004)
- Scenarist in sovoditelj serije 14 TV filmov Slovenski vodni krog (TVSLO, 2004/2005)
- Scenarist, redaktor in pripovedovalec v filmih TVSLO Vse poti vodijo k vodi (2006)
- Scenarist, redaktor in pripovedovalec v filmih TVSLO Potovanja rastlin (2006)
- Scenarist, redaktor in voditelj serije 20 TV filmov TVSLO: Gozdovi Slovenije (2007/2011). Trenutno (2010) jih je posnetih pet , , , ,

### Projekti zavarovanih območij narave
- Strokovni vodja projekta Park življenja Dragonja (1998/2000):
  - Pripombe na osnutek Odloka o spremembah in dopolnitvah prostorskih sestavin dolgoročnega in srednjeročnega družbenega plana RS (februar 1998)
  - Koncept parkov za življenje – pilotski projekt Park Dragonja (april 1998)
  - Stanje in perspektive parka življenja Dragonja (avgust 1999)
  - Park življenja Dragonja - poročilo o stanju projekta (avgust 1999)
- Krajinski park Barje - faznost napredovanja projekta (za RRA LUR, februar 2006)
- Zavarovano območje na Straži pri Sp. Pirničah – projekt aktivnosti (avgust 2007)
- Projekt aktivnosti pri promociji trajnostnega razvoja in zavarovanih območij narave občine Dravograd (marec 2008);
- Ustanovitelj društva za sonaravno lokalno prehrano in izobraževanje Pod staro češnjo (Domžale, 2021);

### Drugo
- Avtor preko 500 samostojnih člankov v poljudnoznanstvenih in popularnih revijah
- Predavatelj v programih Zavoda za šolstvo RS
- Spremna beseda k razstavi Barbare in Janžeta Jurkovšek (Občina Dol pri Ljubljani, 2008)
- Projekt ekošol RS Varujmo okolje (zavod Moja soseska, 2008/2009)
- Predavatelj v programu Profesionalno usposabljanje strokovnih delavcev v vzgoji in izobraževanju – Pedagoška fakulteta, Ljubljana (2008/2011)
- Stalni član Medresorne komisije za kemično in biološko varnost RS (od leta 1996)
- Sodelovanje pri projektu Urbanih brazd v okviru Evropske prestolnice kulture Maribor 2012
- Član delovne skupine za pripravo predloga nacionalnega akcijskega programa za doseganje trajnostne rabe FFS (od 2012)
- Član Sveta za čebelarstvo RS (od 2013)
- Od leta 2004 član mednarodne zveze pisateljev PEN CLUB INTERNATIONAL
- Slovenska nagrada za družbeno odogovornost - Posebno priznanje HORUS 2012, Maribor, 04.12.2012
- Naziv Ambasador znanj, LIFE LEARNING ACADEMIA, Ljubljana, 26.03.2014